# Новостепановка (Харьковская область)
Новостепановка (укр. Новостепанівка) — село, 
Семеновский сельский совет,
Шевченковский район,
Харьковская область.
Код КОАТУУ — 6325785904. Население по переписи 2001 года составляет 100 (41/59 м/ж) человек.

## Географическое положение
Село Новостепановка находится на расстоянии в 4,5 км от реки Средняя Балаклейка (правый берег).
На расстоянии в 1 км расположена станция Платформа 86 км.

## История
- 1922 — дата основания.

## Экономика
- Птице-товарная ферма.
- Фермерское хозяйство «Колос».